# 二項級数
数学の特に初等解析学における二項級数（にこうきゅうすう、英: binomial series）は二項式の冪（）のマクローリン級数を言う。

## 定義
具体的に、α を任意の複素数として、函数 f が f(x) = (1 + x)α で与えられるとき、マクローリン展開
の右辺に現れる冪級数を二項級数と言う。ここで、上の式は一般二項係数
{\displaystyle {\alpha  \choose k}:={\frac {\alpha (\alpha -1)(\alpha -2)\cdots (\alpha -k+1)}{k!}}}
が用いられている。
- 冪指数 α が自然数 n のときは、上記の級数の n + 2 番目以降の項はすべて零になる（明らかに、各項の因子に n − n が現れる）から、このとき級数は有限和であって、代数的な二項定理が導出される。
- 任意の複素数 β に対して、二項級数を

{\displaystyle {\frac {1}{(1-z)^{\beta +1}}}=\sum _{k=0}^{\infty }{k+\beta  \choose k}z^{k}}
なる形に書くことができるが、これは特に 1 において負の整数冪を扱う際に有用である。この式自体は 1 において x = −z を代入して、二項係数の等式 {\displaystyle {\tbinom {-\beta -1}{k}}=(-1)^{k}{\tbinom {k+\beta }{k}}} を適用すれば導出される。

## 収束性
級数 1 の収束は冪指数 α と変数 x の値に依存する。より具体的に、
1. |x| < 1 ならば、任意の α に対して絶対収束する。
2. x = −1 ならば、絶対収束する必要十分条件は Re(α) > 0 または α = 0 の何れかが成り立つことである。
3. |x| = 1 かつ x ≠ −1 ならば、収束の必要十分条件は Re(α) > −1 なることである。
4. |x| > 1 のときには、α が非負整数（級数が有限和となる）場合を除けば、発散する。

いま α は非負整数ではないとし、|x| = 1 の場合を考えると、上で述べたことから次のことが追加で言える:
- Re(α) > 0 ならば絶対収束する。
- −1 < Re(α) ≦ 0 ならば、x ≠ −1 では条件収束し、x = −1 では発散する。
- Re(α) ≦ −1 ならば発散する。

二項級数の和の計算について通常の論法は以下のようにする: 二項級数を収束円板 |x| < 1 内で項別微分して式 1 を用いれば、この級数の和が常微分方程式 (1 + x)u′(x) = αu(x) を初期値 u(0) = 1 のもとで解いた解析函数解であることが知れる。この初期値問題の唯一の解は u(x) = (1 + x)α であり、それはつまり（少なくとも |x| < 1 において）二項級数の和である。級数が収束する限りにおいて、この等式を |x| = 1 にまで延長できることは、アーベルの連続性定理を (1 + x)α の連続性に基づいて適用した帰結である。

## 歴史
自然数冪以外の二項級数に関する結果が初めて得られたのは、アイザック・ニュートンによる、ある種の曲線の下に囲われる面積の研究においてであった。この結果を m が有理数であるところの y = (1 − x2)m の形の式として利用して、ジョン・ウォリスは（現代的な記法で書けば）後続する (−x2)k の係数列 ck は先行する係数に（自然数冪のときと同様に）m − (k − 1)/k を掛けることで求められることを発見した。これは二項係数に関する公式を陰伏的に与えたに等しい。ウォリスは以下の実例を陽に記している
- {\displaystyle (1-x^{2})^{\frac {1}{2}}=1-{\frac {x^{2}}{2}}-{\frac {x^{4}}{8}}-{\frac {x^{6}}{16}}\cdots }
- {\displaystyle (1-x^{2})^{\frac {3}{2}}=1-{\frac {3x^{2}}{2}}+{\frac {3x^{4}}{8}}+{\frac {x^{6}}{16}}\cdots }
- {\displaystyle (1-x^{2})^{\frac {1}{3}}=1-{\frac {x^{2}}{3}}-{\frac {x^{4}}{9}}-{\frac {5x^{6}}{81}}\cdots }

それゆえに、二項級数はニュートンの（一般）二項定理とも呼ばれる。のちにニールス・アーベルは1826年に『クレレ誌』に掲載された論文においてこの主題を取り上げ、特筆すべき収束問題として扱っている。